# Венсан, Арно
Арно Винсен (фр. Arnaud Vincent; род. 30 ноября 1974, Лаксу, Мерт и Мозель, Франция) — бывший французский мотогонщик, чемпион мира по шоссейно-кольцевым мотогонкам MotoGP в классе 125 сс (2002 года). Первый мотогонщик-француз, который выиграл чемпионат мира в классе 125сс.

## Биография
В серии MotoGP Арно Винсен дебютировал в 1996 году, выступив по wild card на Гран-При Франции на мотоцикле Aprilia. В следующем году он выиграл чемпионат Европы по шоссейно-кольцевым мотогонкам в классе 125сс, а также национальный чемпионат. В чемпионат мира Арно вернулся в 1998 году, выступая на Aprilia.
В 1999 году он выиграл свой первый Гран-При (Каталонии) и занял седьмое место в общем зачете со 155 очками. В следующем году Винсен выиграл дебютное Гран-При сезона (ЮАР), но в следующих гонках демонстрировал худшие результаты, закончив сезон вновь на 7-м месте.
В 2001 году Арно Винсен пересел на Honda, в сезоне смог достичь двух подиумов (второе место на Гран-При Нидерландов и третье в Бразилии), заняв в итоге 10-е место.
В сезоне 2002 года Арно вернулся в Aprilia, перейдя в команду «Imola Circuit Exalt Cycle Race». Благодаря пяти победам (на Гран-При Японии, Великобритании, Германии, Португалии и Малайзии) француз смог набрать 273 очка в общем зачете и стать чемпионом мира, опередив на 19 очков действующего чемпиона Сан-Марино Мануэля Поджали.
Следующий сезон Арно начал с KTM, впоследствии пересев на Aprilia. В общем зачете занял лишь 18-е место.
Сезоны 2004—2006 годов Арно Винсен выступал в классе за команды Aprilia, Fantic и Honda, но добиться высоких результатов не смог: лучшим результатом в проведенных 37-и гонках стало 8-е место на Гран-При Испании-2004.
В 2007 году Арно Винсен принял участие в гонках серии Supersport, выступив на Гран-При Великобритании в Донингтоне.
Сезон 2008 года француз начал в World Supersport с командой «Gil Motor Sport — Solution F». После первых четырёх гонок сезона, не набрав ни одного очка, решил закончить свои выступления в мотоспорте.